# Liste der Kulturgüter in Rheinfelden
Die Liste der Kulturgüter in Rheinfelden enthält alle Objekte in der Gemeinde Rheinfelden im Kanton Aargau, die gemäss der Haager Konvention zum Schutz von Kulturgut bei bewaffneten Konflikten, dem Bundesgesetz vom 20. Juni 2014 über den Schutz der Kulturgüter bei bewaffneten Konflikten sowie der Verordnung vom 29. Oktober 2014 über den Schutz der Kulturgüter bei bewaffneten Konflikten unter Schutz stehen.
Objekte der Kategorien A und B sind vollständig in der Liste enthalten, Objekte der Kategorie C fehlen zurzeit (Stand: 1. Januar 2023).

## Kulturgüter
| Foto | | Objekt | Kat. | Typ | Standort                                                       | Beschreibung |
| ---- | --- | --- | ---- | --- | -------------------------------------------------------------- | ------------ |
| ja   | Datei hochladen · Wikidata zu Gebäude Brauerei Feldschlösschen mit Wirtshaus und Fabrikantenvilla (Q900181)                                       | Brauerei Feldschlösschen mit Wirtshaus und Fabrikantenvilla KGS-Nr.: 00213                                         | A    | G   | Feldschlösschenstrasse 31, 32, 34, 42 626131 / 266260          |              |
| ja   | Datei hochladen · Wikidata zu Christkatholische Stiftskirche St. Martin (Q1669741)                                                                | Christkatholische Stiftskirche St. Martin mit Kirchenschatz KGS-Nr.: 00214                                         | A    | G   | Kirchplatz 1.1 626652 / 267103                                 |              |
| ja   | Datei hochladen · Wikidata zu Pferrichgraben, Teil der spätrömischen Rheinbefestigung (Q19362377)                                                 | Pferrichgraben (Teil der spätrömischen Rheinbefestigung) KGS-Nr.: 00216                                            | A    | F   | 628376 / 269390                                                |              |
| ja   | Datei hochladen · Wikidata zu Johanniterkapelle (Q19362376)                                                                                       | Johanniterkapelle KGS-Nr.: 00217                                                                                   | A    | G   | Johannitergasse 4.1 626786 / 267292                            |              |
| ja   | Datei hochladen · Wikidata zu Ehemaliger Gasthof zum goldenen Adler (Q19362374)                                                                   | Ehemaliger Gasthof zum goldenen Adler KGS-Nr.: 09886                                                               | A    | G   | Obertorplatz 4 626800 / 267102                                 |              |
| ja   | Datei hochladen · Wikidata zu Stadtbefestigung (Stadtmauer mit -graben, Obertorturm, Kupfer- / Storchennestturm, Messer- / Diebsturm) (Q19362378) | Stadtbefestigung (Stadtmauer mit -graben, Obertorturm, Kupfer-/Storchennestturm, Messer-/Diebsturm) KGS-Nr.: 09888 | A    | G   | 626864 / 267187                                                |              |
| BW   | Datei hochladen · Wikidata zu Heimenholz, Teil der spätrömischen Rheinbefestigung (Q19362375)                                                     | Heimenholz (Teil der spätrömischen Rheinbefestigung) KGS-Nr.: 11754                                                | A    | F   | 628876 / 270760                                                |              |
| BW   | Datei hochladen · Wikidata zu Eremitage, paläolithischer Abri (Q29580564)                                                                         | Eremitage (paläolithischer Abri) KGS-Nr.: 00215                                                                    | B    | F   | 627051 / 266125                                                |              |
| ja   | Datei hochladen · Wikidata zu Fricktaler Museum (Q20012471)                                                                                       | Fricktaler Museum KGS-Nr.: 00218                                                                                   | B    | S   | Marktgasse 12 626712 / 267251                                  |              |
| ja   | Datei hochladen · Wikidata zu Rathaus Rheinfelden, Schweiz (Q20008622)                                                                            | Rathaus KGS-Nr.: 00222                                                                                             | B    | G   | Marktgasse 16 626687 / 267245                                  |              |
| ja   | Datei hochladen · Wikidata zu Steinbrücke über den Rhein (Q436157)                                                                                | Steinbrücke über den Rhein KGS-Nr.: 00223                                                                          | B    | G   | Rheinbrückstrasse 626465 / 267197                              |              |
| ja   | Datei hochladen · Wikidata zu Solebohrtürme der Rheinsalinen (Q29580585)                                                                          | Solebohrtürme der Rheinsalinen KGS-Nr.: 09887                                                                      | B    | G   | Chleigrütstrasse 796.1, 797.1, 2895.1 629400 / 268562          |              |
| BW   | Datei hochladen · Wikidata zu Commandantenhaus (Q29580558)                                                                                        | Commandantenhaus KGS-Nr.: 15686                                                                                    | B    | G   | Kapuzinergasse 16 626684 / 267029                              |              |
| ja   | Datei hochladen · Wikidata zu Haus zum Lustgarten (Q20012505)                                                                                     | Haus zum Lustgarten KGS-Nr.: 15687                                                                                 | B    | G   | Bahnhofstrasse 14 626587 / 267113                              |              |
| BW   | Datei hochladen · Wikidata zu Ehemalige Zunftstube, Haus zum Drachen (Q29580563)                                                                  | Ehemalige Zunftstube (Haus zum Drachen) KGS-Nr.: 15688                                                             | B    | G   | Marktgasse 26 626649 / 267232                                  |              |
| ja   | Datei hochladen · Wikidata zu Nussbaumerhaus (Q29580584)                                                                                          | Nussbaumerhaus KGS-Nr.: 15689                                                                                      | B    | G   | Zollrain 3 626854 / 267074                                     |              |
| ja   | Datei hochladen · Wikidata zu Meppiel Scheune (Q29580577)                                                                                         | Meppiel-Scheune KGS-Nr.: 15690                                                                                     | B    | G   | Maiengässli 1 626590 / 267160                                  |              |
| ja   | Datei hochladen · Wikidata zu Alter Ochsen (Q29580546)                                                                                            | Alter Ochsen KGS-Nr.: 15691                                                                                        | B    | G   | Jagdgasse 5 626750 / 267088                                    |              |
| BW   | Datei hochladen · Wikidata zu Spyserhaus (Q20012642)                                                                                              | Spyserhaus KGS-Nr.: 15692                                                                                          | B    | G   | Hauptwachplatz 4 626626 / 267044                               |              |
| ja   | Datei hochladen · Wikidata zu Christkatholisches Gemeindehaus (Q29580555)                                                                         | Christkatholisches Gemeindehaus KGS-Nr.: 15693                                                                     | B    | G   | Propsteigasse 6.1 626698 / 267074                              |              |
| ja   | Datei hochladen · Wikidata zu Ehemalige Johanniterkommende (Q19822702)                                                                            | Ehemalige Johanniterkommende KGS-Nr.: 15694                                                                        | B    | G   | Johannitergasse 9 626809 / 267316                              |              |
| ja   | Datei hochladen · Wikidata zu Ehemalige Kapuzinerkirche (Q16832355)                                                                               | Ehemalige Kapuzinerkirche KGS-Nr.: 15695                                                                           | B    | G   | Kapuzinergasse 22.1 626700 / 267047                            |              |
| ja   | Datei hochladen · Wikidata zu Gottesackerkapelle mit Beinhaus (Q20170910)                                                                         | Gottesackerkapelle mit Beinhaus KGS-Nr.: 15696                                                                     | B    | G   | Hermann-Keller-Strasse 4.2 / Lindenstrasse 3.1 626994 / 267277 |              |
| BW   | Datei hochladen · Wikidata zu Brunnen von 1778 (Q29580551)                                                                                        | Brunnen von 1778 KGS-Nr.: 15697                                                                                    | B    | K   | Kuttelgasse 626695 / 267192                                    |              |
| ja   | Datei hochladen · Wikidata zu Brunnen Jagdgasse (Q29580549)                                                                                       | Brunnen Jagdgasse KGS-Nr.: 15698                                                                                   | B    | K   | Jagdgasse 626711 / 267104                                      |              |
| BW   | Datei hochladen · Wikidata zu Brunnen vor Restaurant Ochsen (Q29580553)                                                                           | Brunnen vor Restaurant Ochsen KGS-Nr.: 15699                                                                       | B    | K   | Kaiserstrasse 626862 / 267016                                  |              |
| ja   | Datei hochladen · Wikidata zu Albrechtsbrunnen (Q29580543)                                                                                        | Albrechtsbrunnen KGS-Nr.: 15700                                                                                    | B    | K   | Albrechtsplatz 626783 / 267209                                 |              |
| ja   | Datei hochladen · Wikidata zu Flaig-Haus (Q20012731)                                                                                              | Flaig-Haus (Haus zum Meerhafen) KGS-Nr.: 15701                                                                     | B    | G   | Marktgasse 3 626736 / 267226                                   |              |
| BW   | Datei hochladen · Wikidata zu Görbelhof (römischer Gutshof und frühmittelalterliche Gräber) (Q105838533)                                          | Görbelhof (römischer Gutshof und frühmittelalterliche Gräber) KGS-Nr.: 15703                                       | B    | F   | Hardhof 625251 / 265951                                        |              |
| BW   | Datei hochladen · Wikidata zu Heimenholz (frühmittelalterliche Grabhügel) (Q105838667)                                                            | Heimenholz (frühmittelalterliche Grabhügel) KGS-Nr.: 15704                                                         | B    | F   | Rheinbogenweg 628651 / 270075                                  |              |
| ja   | Datei hochladen · Wikidata zu Hugenfeldschulhaus (Q20012735)                                                                                      | Hugenfeldschulhaus KGS-Nr.: 15705                                                                                  | B    | G   | Bahnhofstrasse 20 626576 / 267061                              |              |
| BW   | Datei hochladen · Wikidata zu Strandbad (Q29580588)                                                                                               | Strandbad KGS-Nr.: 15706                                                                                           | B    | G   | Baslerstrasse 70 625361 / 266761                               |              |
| ja   | Datei hochladen · Wikidata zu Turnhalle (Q29580589)                                                                                               | Turnhalle KGS-Nr.: 15707                                                                                           | B    | G   | Schützenweg 6 626709 / 266966                                  |              |
| ja   | Datei hochladen · Wikidata zu Westtrakt Hotel des Salines (Q29580590)                                                                             | Westtrakt Grand Hôtel des Salines KGS-Nr.: 15708                                                                   | B    | G   | Roberstenstrasse 33.1 627071 / 267528                          |              |
| BW   | Datei hochladen · Wikidata zu Wohnhaus Alleeweg 20 (Q29580591)                                                                                    | Wohnhaus KGS-Nr.: 15709                                                                                            | B    | G   | Alleeweg 20 626694 / 266565                                    |              |
| BW   | Datei hochladen · Wikidata zu Wohnhaus Baslerstrasse 5 (Q29580592)                                                                                | Wohnhaus KGS-Nr.: 15710                                                                                            | B    | G   | Baslerstrasse 5 626186 / 266807                                |              |
| BW   | Datei hochladen · Wikidata zu Wohnhaus C. Güntert-Strasse 20 (Q29580593)                                                                          | Wohnhaus KGS-Nr.: 15711                                                                                            | B    | G   | Carl Güntert-Strasse 23 627429 / 267752                        |              |